# Henrique, o Jovem
Henrique, o Jovem (Palácio de Bermondsey, 28 de fevereiro de 1155 – Castelo de Martel, 11 de junho de 1183) foi o segundo entre os cinco filhos do rei Henrique II de Inglaterra e Leonor, Duquesa da Aquitânia.
Em 1156, depois da morte do primogénito Guilherme, Conde de Poitiers ainda na infância, Henrique tornou-se herdeiro do trono de Inglaterra. Apesar de nunca ter governado sozinho, ou contar para a lista de monarcas da Inglaterra, foi coroado em 1170 juntamente com a mulher, a princesa Margarida de França. Este passo foi uma insistência do pai que causou conflitos com a Igreja Católica, nomeadamente com Thomas Becket, então Arcebispo da Cantuária.
Henrique era bastante popular junto dos seus futuros súbditos, mas tanto historiadores como cronistas da época não lhe reconhecem capacidades de liderança ou inteligência. As suas acções orbitaram sempre em volta das decisões políticas dos irmãos, em particular de Ricardo.
Em 1173, Henrique e os irmãos, apesar de ainda mal terem vinte anos, juntam-se a Leonor da Aquitânia para a primeira revolta contra Henrique II de Inglaterra. O episódio acaba na prisão de Leonor, onde permanece até 1189, e numa séria reprimenda paterna à qual se juntou uma renovação de votos de fidelidade ao rei e ao pai. Não foi no entanto a última vez que Henrique se revoltou.
Em 2 de novembro de 1160, na cidade de Neubourg, na Normandia, fica comprometido para casar com Margarida de França. Este casamento do príncipe com a princesa fazia parte do estratégico condado de Vexin, situado entre a Normandia e Paris.
Henrique e Margarida casam formalmente na Catedral de Winchester, em 27 de agosto de 1172. O seu único filho, Guilherme, nasceu prematuramente em Paris em 19 de junho de 1177, e morreu três dias depois, em 22 de junho. A dificuldade do trabalho de parto teria deixado Margarida incapaz de engravidar novamente.
Em 1183 morreu de disenteria contraída no acampamento militar de um exército levantado contra o pai. Henrique II comentou na sua morte: Ele custou-me muito, mas queria que tivesse vivido para me custar mais. Ricardo Coração de Leão sucedeu-lhe como primeiro na linha de sucessão e viria a tornar-se rei seis anos mais tarde.